# Glenwood (Alabama)
Glenwood é uma cidade  localizada no estado americano do Alabama, no Condado de Crenshaw.

## Demografia
Segundo o censo americano de 2000, a sua população era de 191 habitantes.
Em 2006, foi estimada uma população de 192, um aumento de 1 (0.5%).

## Geografia
De acordo com o United States Census Bureau, a localidade tem uma área de 1,9 km², sem área coberta por água. Glenwood localiza-se a aproximadamente 92 m acima do nível do mar.

## Localidades na vizinhança
O diagrama seguinte representa as localidades num raio de 32 km ao redor de Glenwood.